# Sant Llorenç de la Muga
Pour les articles homonymes, voir Llorenç.
Sant Llorenç de la Muga (en espagnol: San Lorenzo de la Muga ; historiquement Saint-Laurent-de-la-Mouga ou Saint-Laurent-de-la-Muga en français) est une commune d'Espagne dans la communauté autonome de Catalogne, province de Gérone, de la comarque d'Alt Empordà

## Histoire
- Durant la guerre du Roussillon
  - 13 août 1794 : Bataille ou combat de Saint-Laurent-de-la-Mouga
  - 17-20 novembre 1794 : Bataille de Saint-Laurent-de-la-Mouga

## Galerie de photos

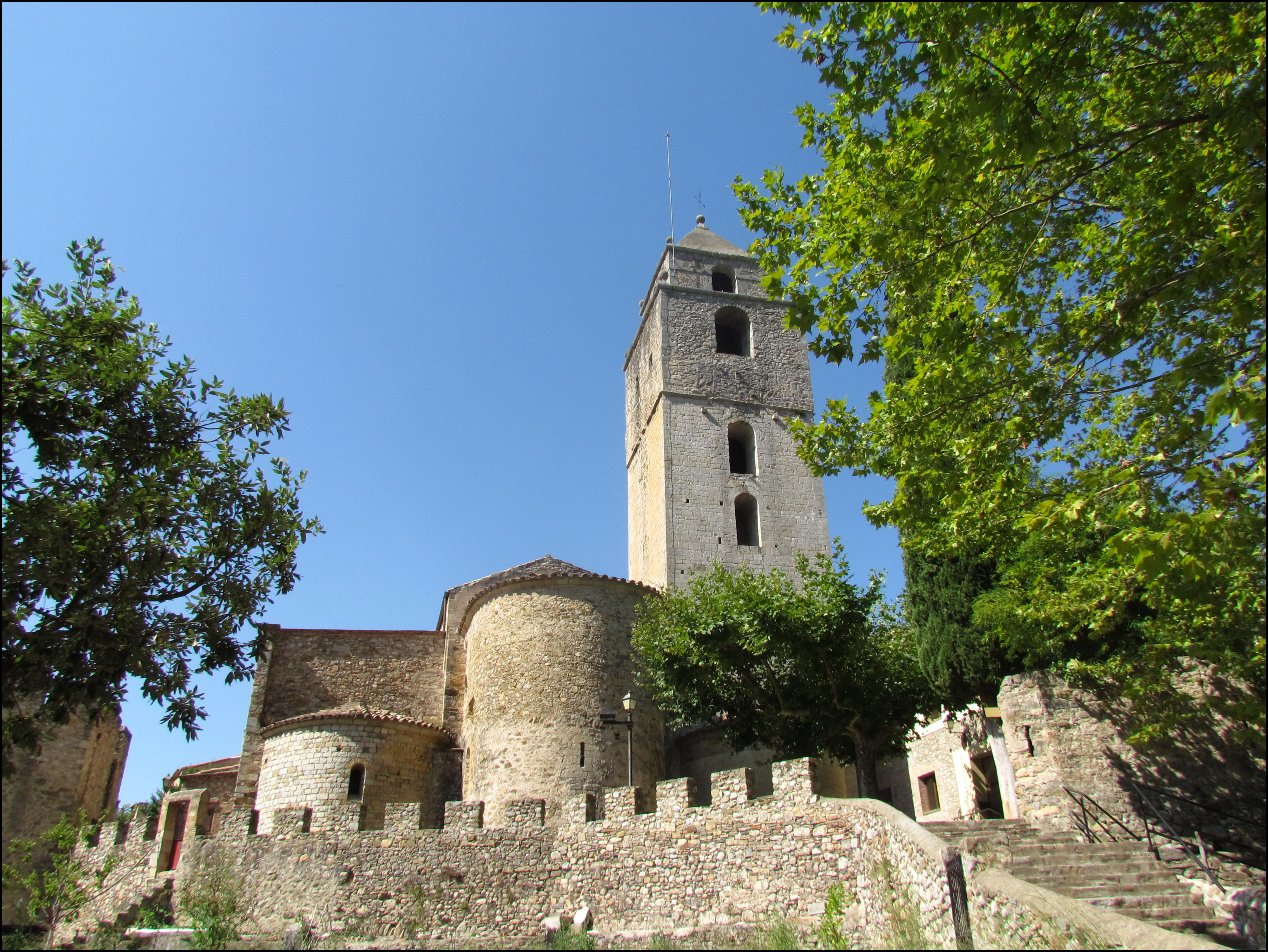
Vue sur l'église.
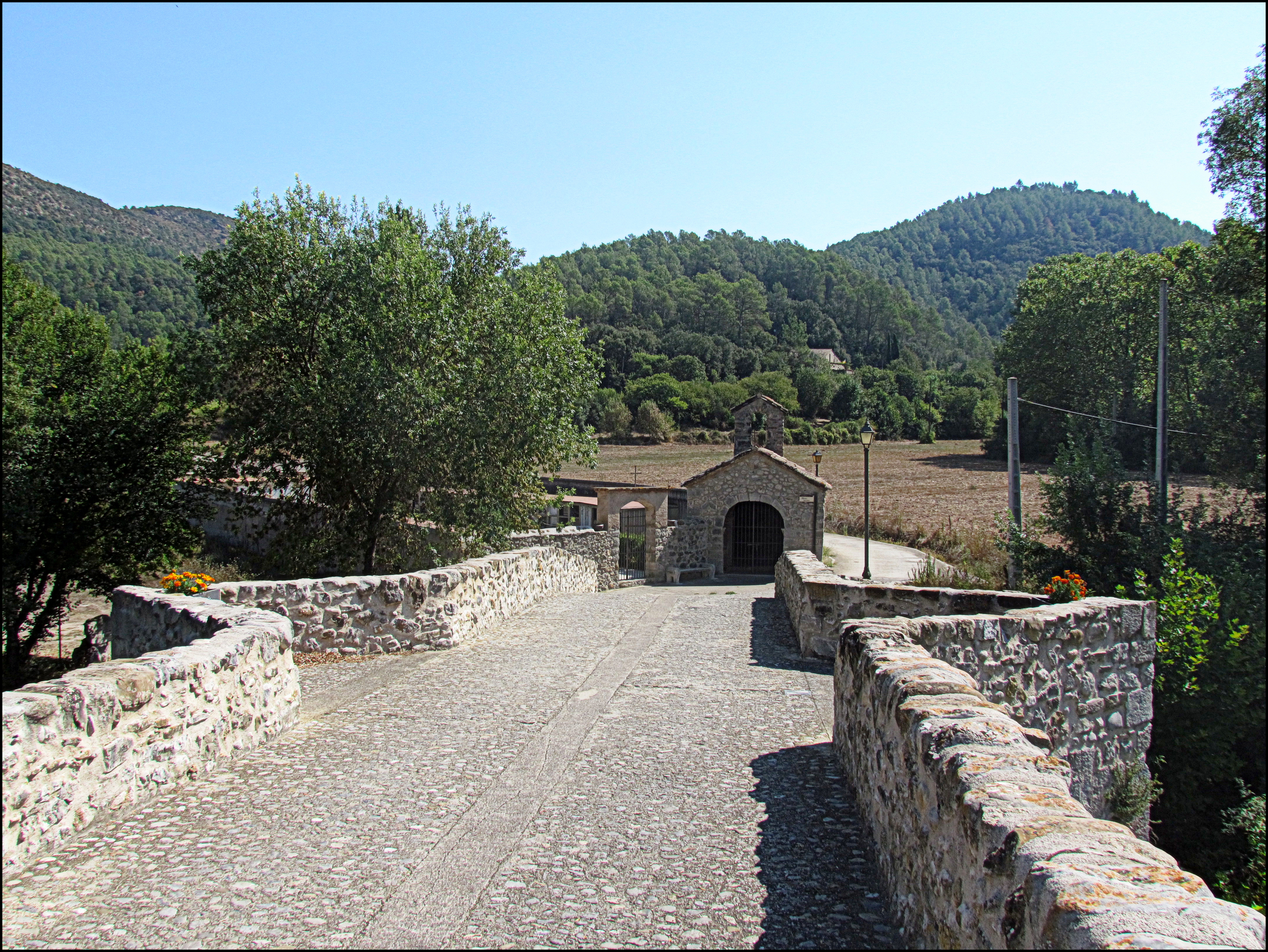
Pont de pierre enjambant le fleuve Muga.
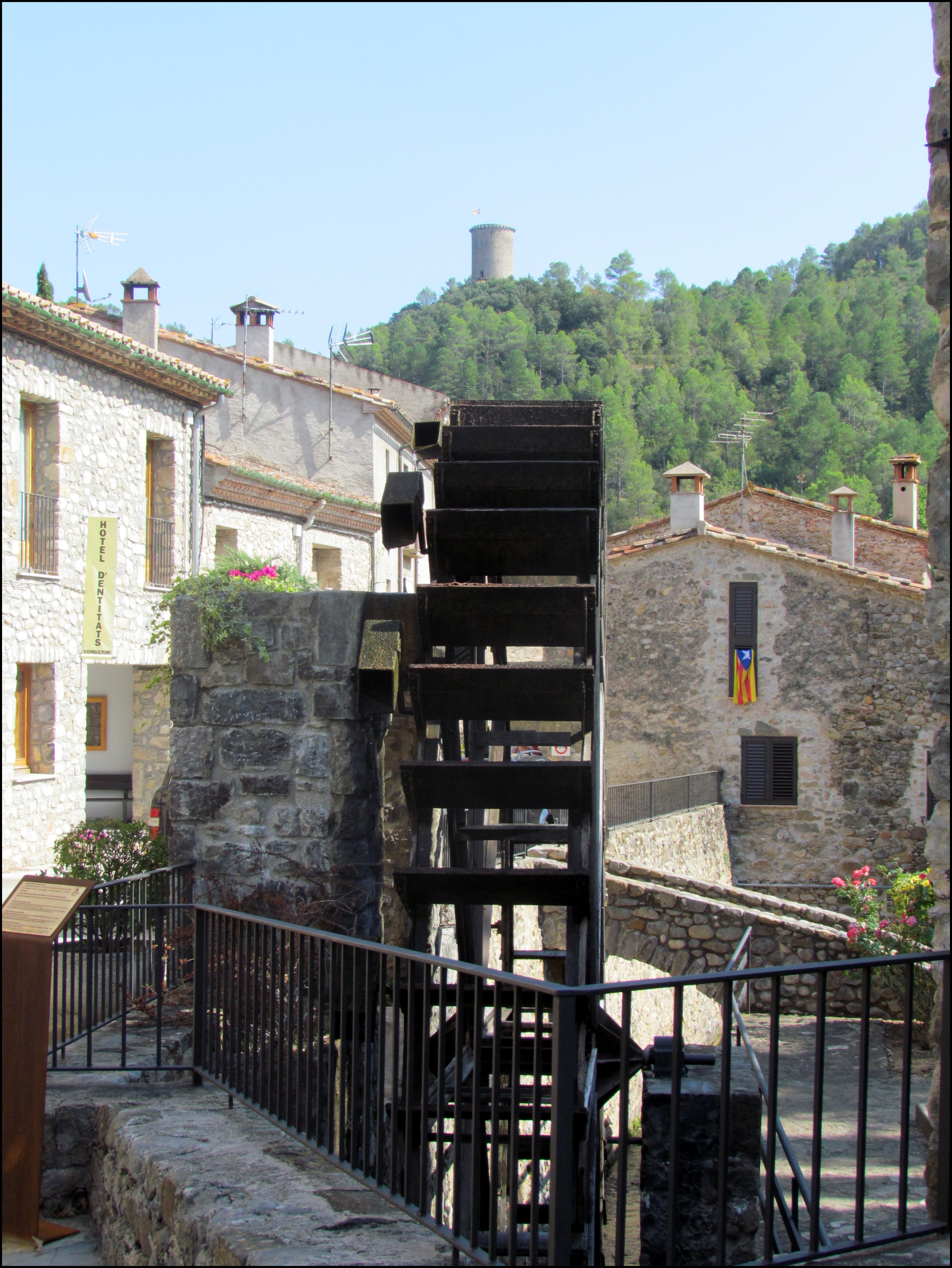
Roue à aubes.

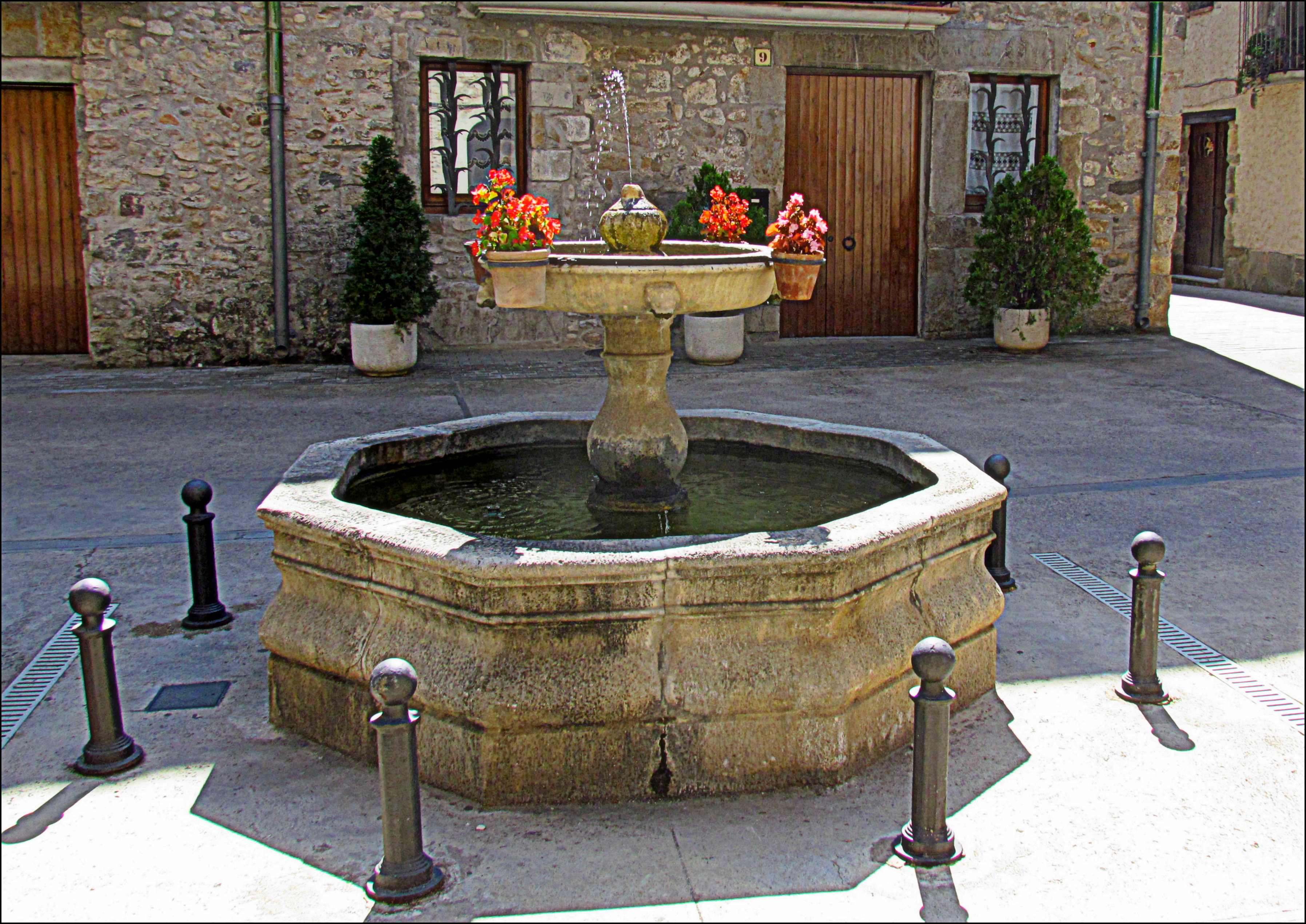
Fontaine fleurie sur une placette du village.
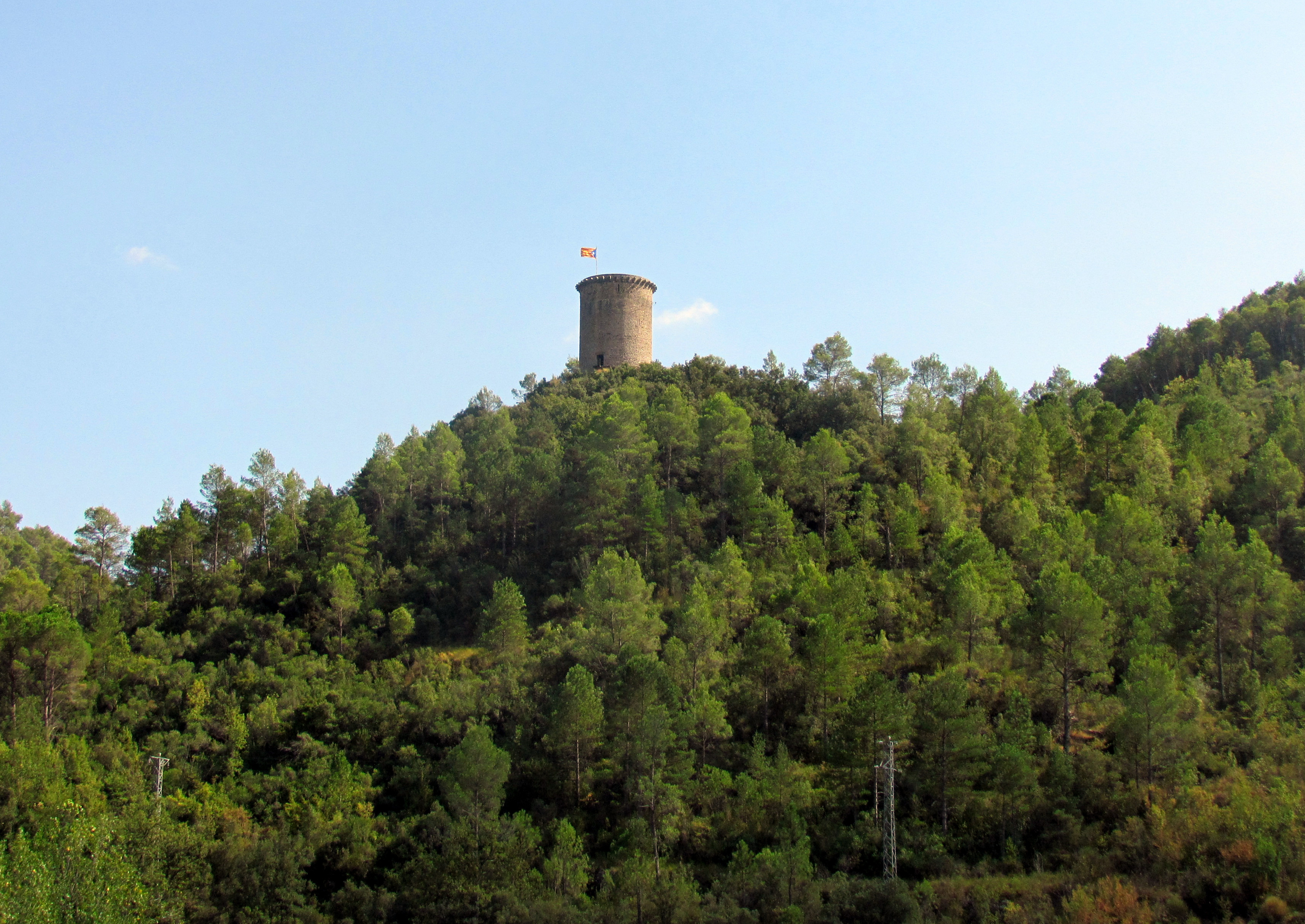
Tour dominant le village.